# 伦敦地铁1972年型列车
伦敦地铁1972年型列车（英語：London Underground 1972 Stock）是一种行驶在伦敦地铁直流电线路区的地下铁路列车。这种列车曾被派往北線用以替代使用年限将近的伦敦地铁1959年型列车。不过现在这种型号的列车只在貝克盧線上行驶。随着大都会线在2012年开始淘汰古老的伦敦地铁A型列车，环线也开始用新的列车来取代古老的伦敦地铁C型列车。漢默史密斯及城市线在2014年6月也开始淘汰这些年老的列车，这些列车也是伦敦地铁和快速运输系统里最早期的列车。

## 车辆的由来以及被如何使用过

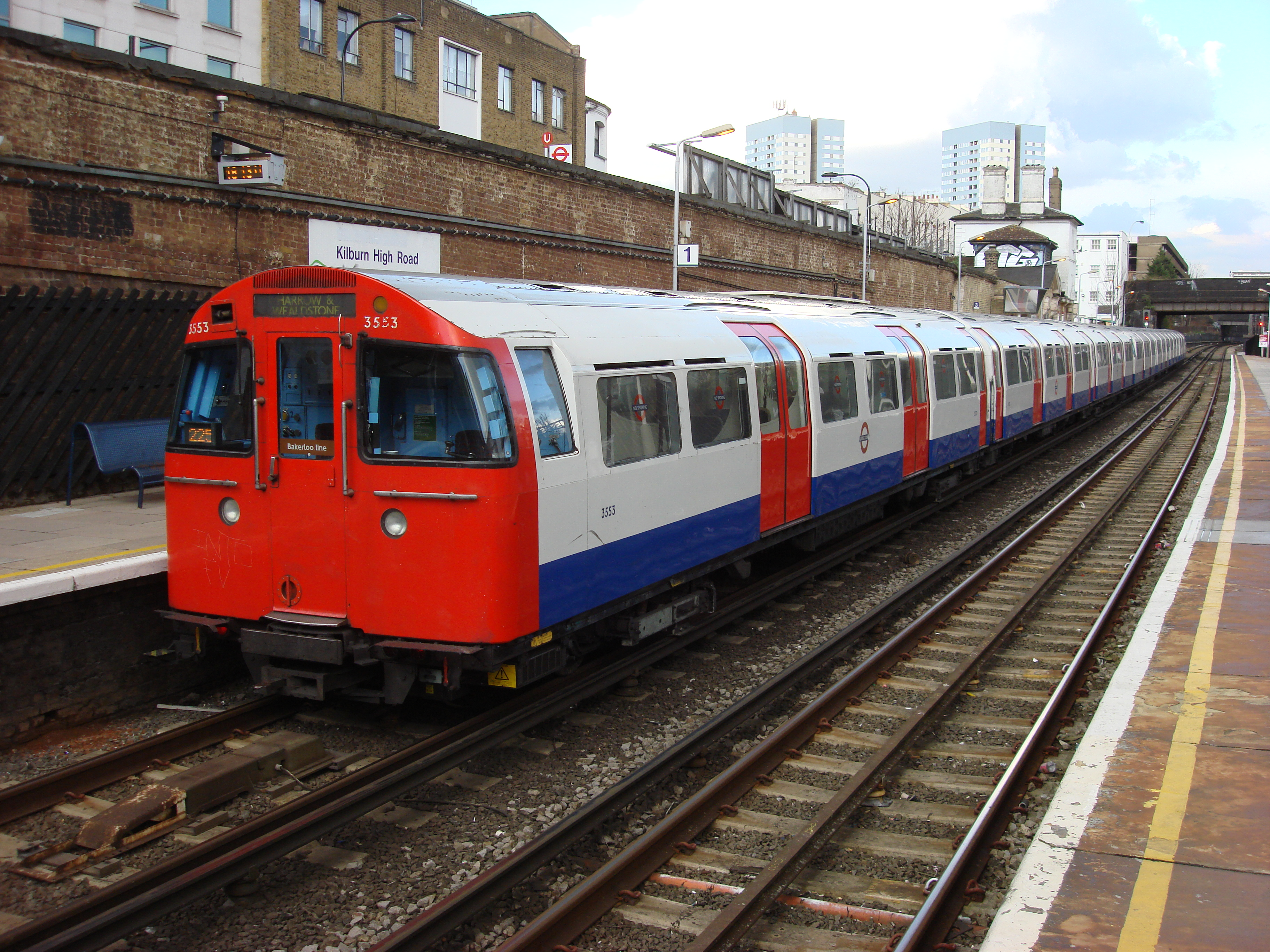
1972年隧道型列车停靠在基尔本高路站

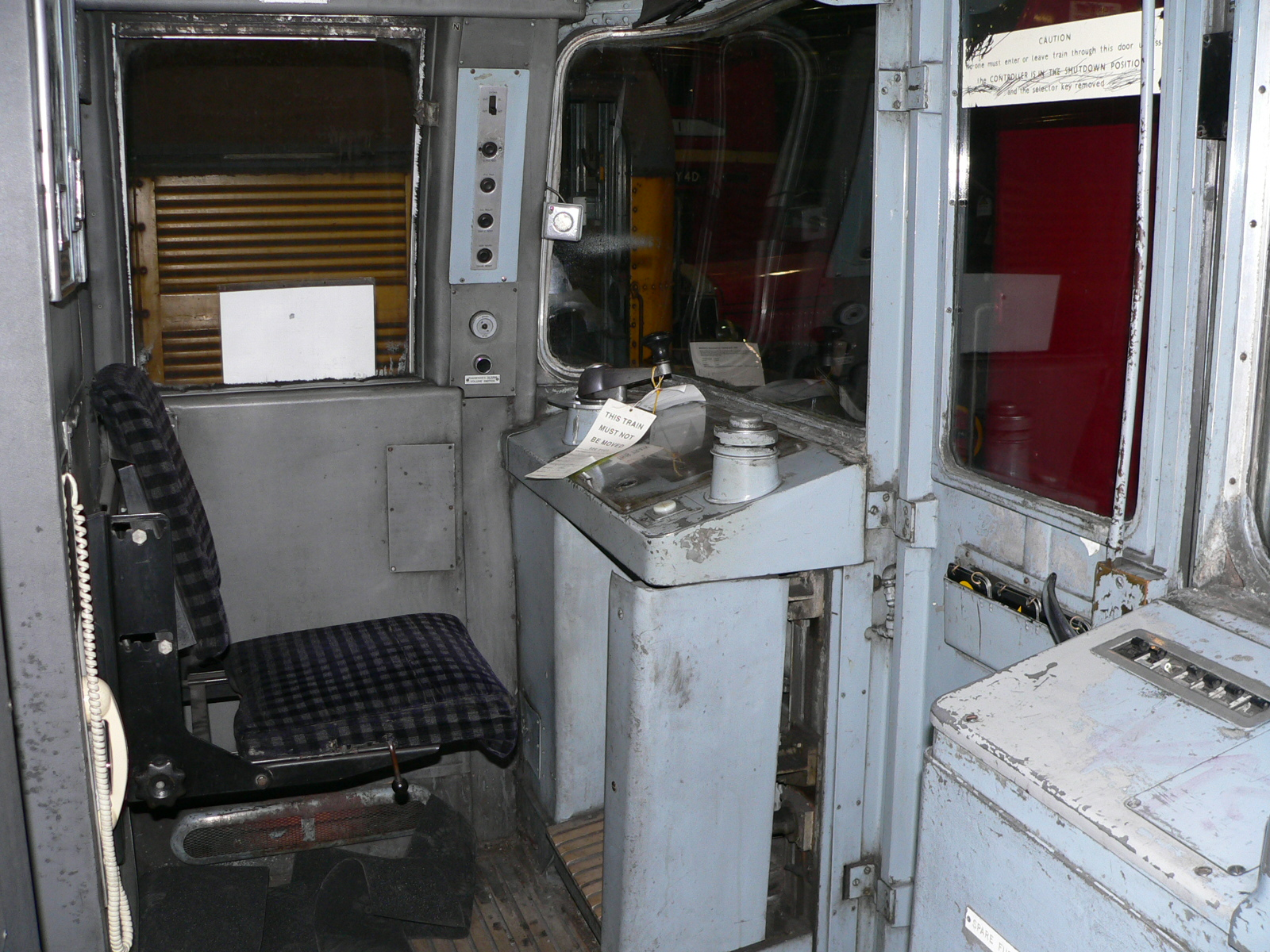
1972年型列车Mark 1驾驶室

共有252列这类型的列车被都城嘉慕列车制造公司送到蒂克福德和罗塞斯造船厂里进行翻新。在2016年，上述翻新过后的1972年型列车的寿命已经可以延长至2026年。
在20世纪70年代初，行驶在貝克盧線和北线的1938年型列车的使用年限即将届满，因而急需寻找新的列车来替代这类型的列车。而只经过初步设计的，只为新的北线车队而设计的列车则被禁止前往皮卡迪利線的倫敦希斯路機場。在这种紧急的情况下，急需找到一种列车来代替那时正紧缺的1959年型列车。在那时制定的一个方案上有写道：让1959年型的列车调往北线用以取代过于老旧的1938年型列车。但在那时并没有这么多的1959年型的列车可以调往北线，因为全英地下铁路网中也仅有76列1959年型的列车，但北线的列车需求量又大，无奈之下只能计划翻新大约30列1938年型列车，但后来有因为要适应新的1972年MK1隧道型列车的生产，这个计划也被放弃掉了。
因为1972年型列车的需求量之大，以至于无法设计新的列车车体，所以这类型列车的车体设计也是基于当时行驶在維多利亞線上的1967年型列车。A尽管看上去与1967年型列车十分相似，但是1972年型的列车也有新的改进，譬如：每列车厢增加了一位保安，车门的控制从前车移至后车。但它却无法与1967年的列车和谐相处（尽管在接下来的几年里1972年型的列车尽力适应与1967年型的列车共同行驶在维多利亚线上）。
后来有33辆的1972年隧道型列车被派往銀禧線。1972年Mk2型列车在内饰方面有了小小的改变，例如把坐垫从旧色换成了黑蓝色（与早期1972年型和1967年型的红灰相间的坐垫不同）。E而最大的变化莫过于把车门刷成了红色，车厢上印有大倫敦議會的圆盘标志，这个标志代替了以前用Johnston字体印出来的大伦敦议会。与1967年型和1972年mk1型的车门式车辆数字箱不同，mk2型列车的车辆数字是用LED显示在驾驶室的桌子上。在1979年，1972年MK2型列车上的车辆数字牌的设定顺序是从北线到贝克卢线最后到到银禧线。在20世纪90年代，几辆1972年型列车的涂装被改成了北线实验涂装。3227这个编号的列车车体被漆成了白色，而门被漆成了蓝色，这与3202编号的列车一起组成了共有的涂装。

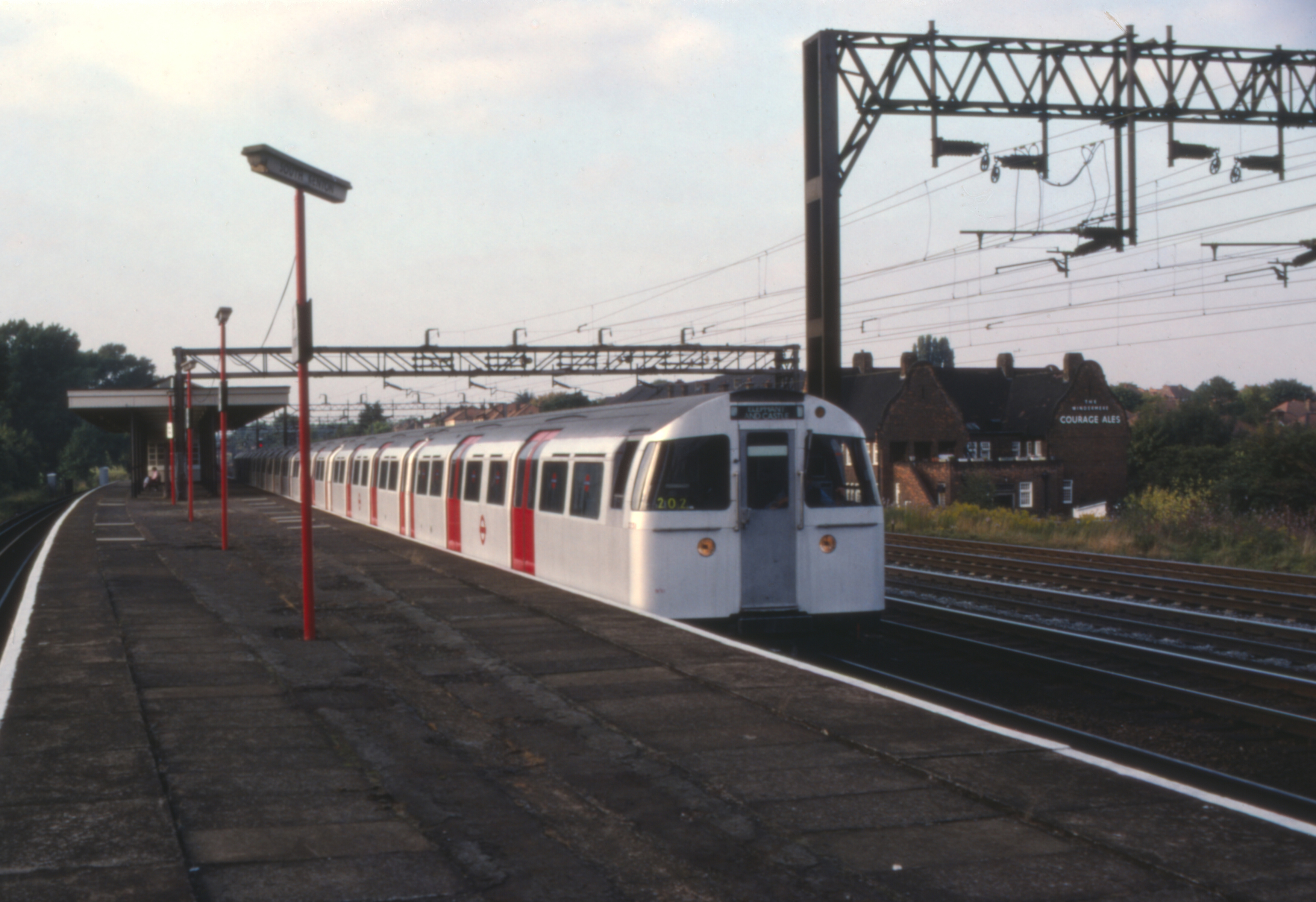
停靠在南肯顿站的原涂装1972年MkII型列车

1984年，银禧线上引进了1983年隧道型列车，而1972年Mark 2型列车则被调往了北线，但随后又被调往了贝克卢线，时至今日这种类型的列车还在这条线路上提供服务。而早期服务与北线的（Mark 1）1972年型则在1999年被1995年型列车全部取代替代。1972年型列车在20世纪90年代时进行了第一次大翻新。在被调离了北线之后，一些1972年Mark 1型列车被派往了维多利亚线，与当时在此线路的1976年型列车一起服务。而有两列列车升级为了MKII型后被派到贝克卢线实施服务，而它们现在也还在服务当中。一节以前在北線服务的1972年型列车(编号 3229)现在被永久地封放置在了现在已经关闭了的奧德維奇站，而这列列车现今的用途则变为拍电影。另一节Mark 1的列车重新刷上新的实验油漆之后，则被送往了埃克顿工作站用作于调车。一列只有3节车厢的列车则被送往了艾诺仓库封存了起来。而上述提到的列车一般都是出了事故之后无法再投入运营的坏车。
1972年型列车由七节车厢组成，一共有268个乘客座位。在1972年型列车悉数被调离了北线之后，有五列4节车厢的列车在经过当局慎重的考虑之后被送往了滑铁卢及城市线。这也是为了缓解中央线列车列车不足的方案，它们会与1992年型的列车一起服务与此线。有一些列车则被送往了位于罗瑟勒姆的梅耶佩里和CF展厅，而且这些列车也被视为报废列车虽然有一些是可以用来服务的。不过当局表示这种类型的事情再也不会发生了。

## 车辆编队
|          |          | ← 象堡站 (A)哈罗及威尔德斯通站 (D) → |             |             |             |             |             |             |
| 车队编号 | 车队编号 | 32xx (DM)                            | 42xx (T)    | 43xx (T)    | 33xx (DM)   | 34xx (UNDM) | 45xx (T)    | 35xx (DM)   |
| 数字牌   | Mark I   | 3264 : 3267                          | 4264 : 4267 | 4364 : 4365 | 3364 : 3365 | 3464 : 3467 | 4564 : 4567 | 3564 : 3567 |
| 数字牌   | Mark I   | 3264 : 3267                          | 4264 : 4267 |             |             | 3464 : 3467 | 4564 : 4567 | 3564 : 3567 |
| 数字牌   | Mark I   | 3264 : 3267                          | 4264 : 4267 | 4367        | 3367        | 3464 : 3467 | 4564 : 4567 | 3564 : 3567 |
| 数字牌   | Mark II  | 3231 : 3248                          | 4231 : 4248 | 4331 : 4348 | 3331 : 3348 | 3431 : 3438 | 4531 : 4538 | 3531 : 3538 |
| 数字牌   | Mark II  | 3231 : 3248                          | 4231 : 4248 | 4331 : 4348 | 3331 : 3348 |             |             |             |
| 数字牌   | Mark II  | 3231 : 3248                          | 4231 : 4248 | 4331 : 4348 | 3331 : 3348 | 3440 : 3463 | 4540 : 4563 | 3540 : 3563 |
| 数字牌   | Mark II  |                                      |             |             |             | 3440 : 3463 | 4540 : 4563 | 3540 : 3563 |
| 数字牌   | Mark II  | 3250 : 3256                          | 4250 : 4256 | 4350 : 4356 | 3350 : 3356 | 3440 : 3463 | 4540 : 4563 | 3540 : 3563 |
| 数字牌   | Mark II  |                                      |             |             |             | 3440 : 3463 | 4540 : 4563 | 3540 : 3563 |
| 数字牌   | Mark II  | 3258 : 3263                          | 4258 : 4263 | 4358 : 4363 | 3358 : 3363 | 3440 : 3463 | 4540 : 4563 | 3540 : 3563 |
| 数字牌   | Mark II  |                                      |             | 4366        | 3366        |             |             |             |
| 数字牌   | Mark II  | 3299                                 | 4299        | 4399        | 3399        |             |             |             |

## 未来的发展方向
深隧计划(DTP)最初只有贝克卢线和皮卡迪利线的列车和信号的需要更换，但后来却涵盖了伦敦地下铁路网的全部列车和计划延伸至巴特錫的北线。而这个计划最终影响了中央线的列车更换和银禧线和北线的班次频度。2011初是EVO隧道概念设计和链接列车的首秀年而在2014年初，贝克卢线、皮卡迪利线、中央线和滑铁卢及城市线的全体列车更换计划被重命名为倫敦新地鐵（NTfL），还把这次方案提升到了设计阶段以及规格说明制定阶段。 提议引进的无人驾驶列车及信号控制系统将会在2025年建成，而中央线，滑铁卢及城市线和贝克卢线则在2033年建成，这些做法主要是为了增加线路的运量。 在全自动驾驶列车里，司机似乎没有存在的原因，尽管是设想是这样但机车工程师和消防员联合会（ASLEF）和铁路、海事和运输工人全国联盟工会却代表司机们强烈地反对这个设想，理由是这样做会很不安全。

## 被淘汰后的列车用途

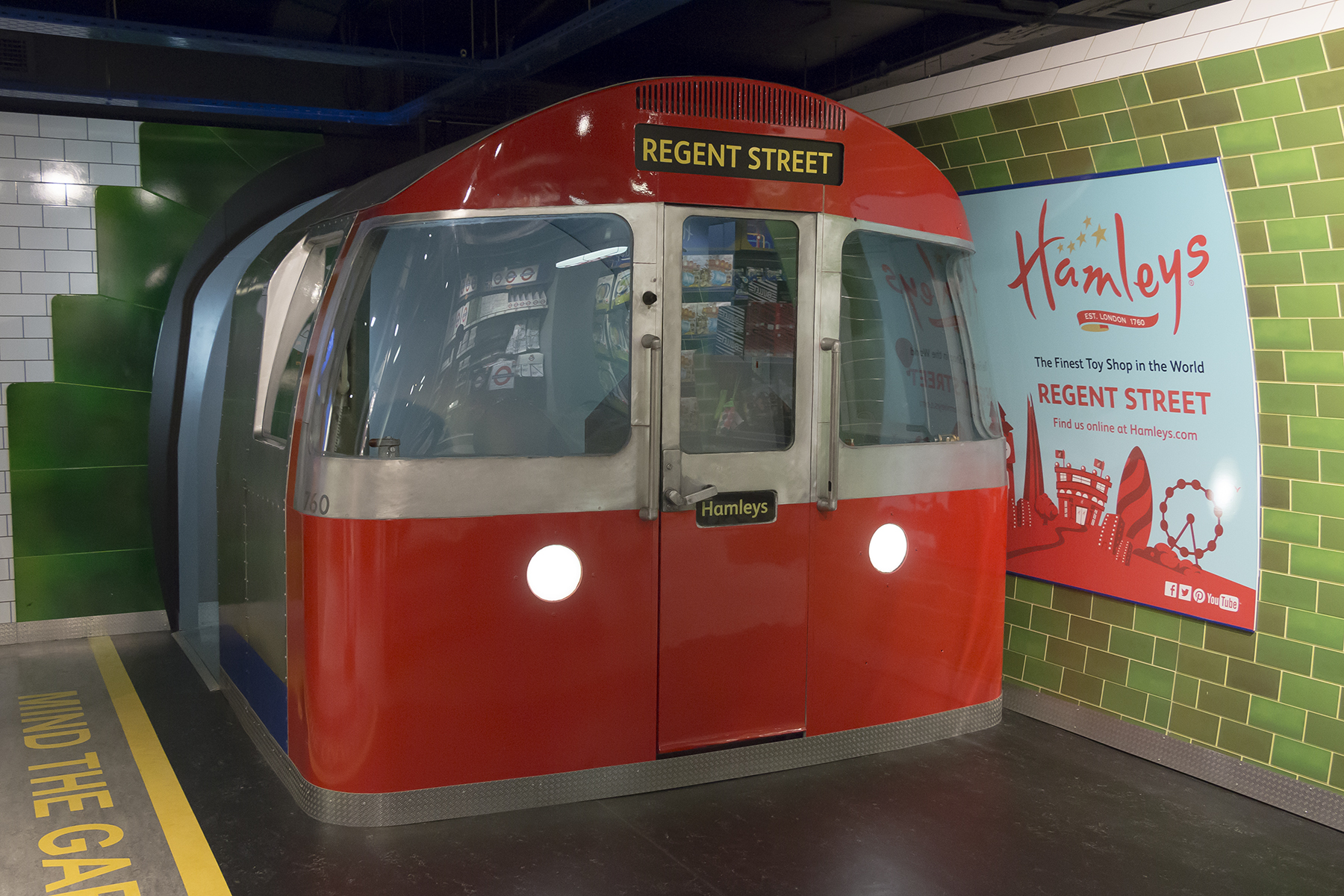
这是1972年隧道型列车的驾驶室，它现在被安放在某个博物馆的游客展区中。

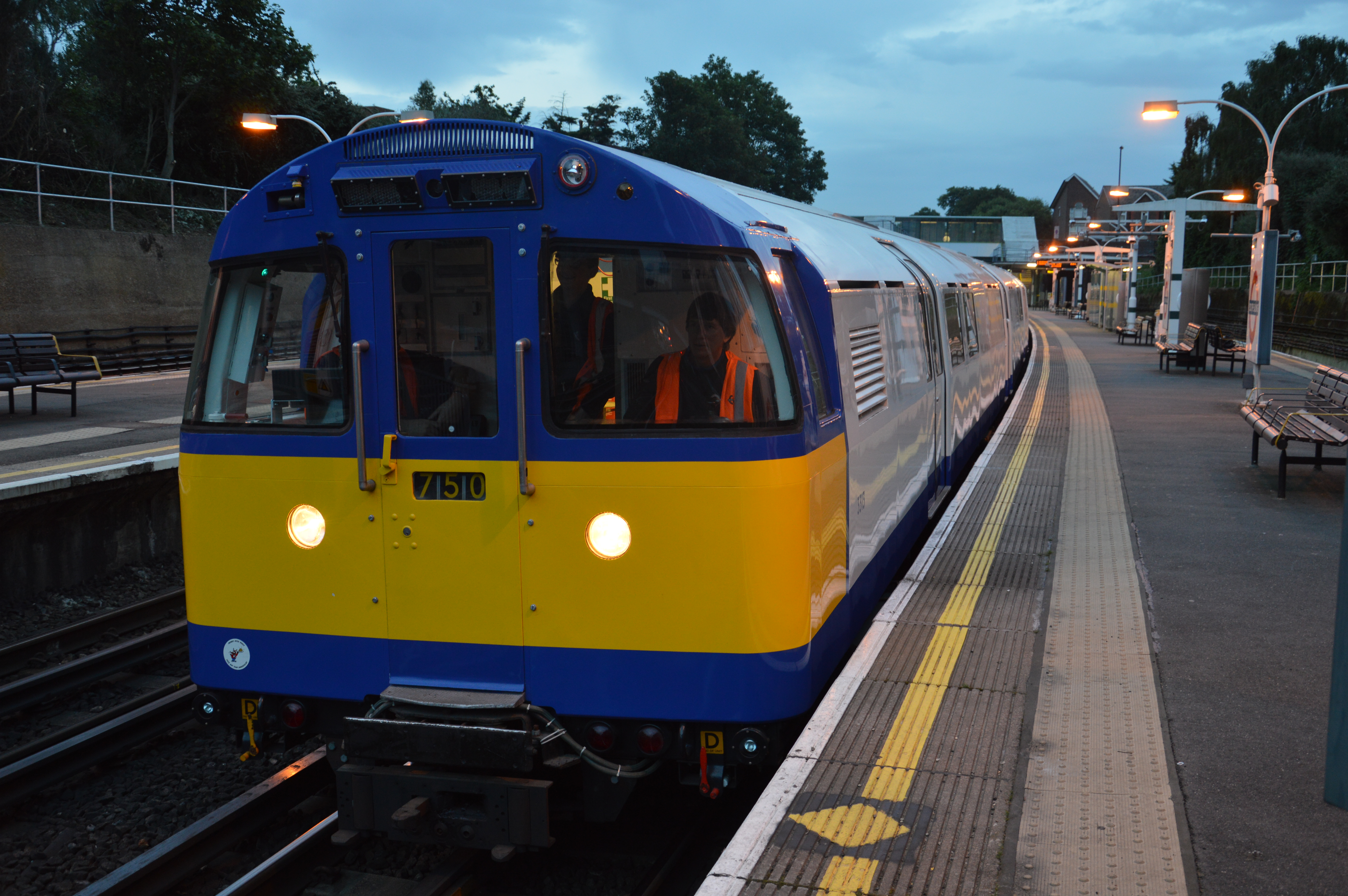
编号为3313的1972年Mk1型列车现在是一辆资产检查车(AIT)

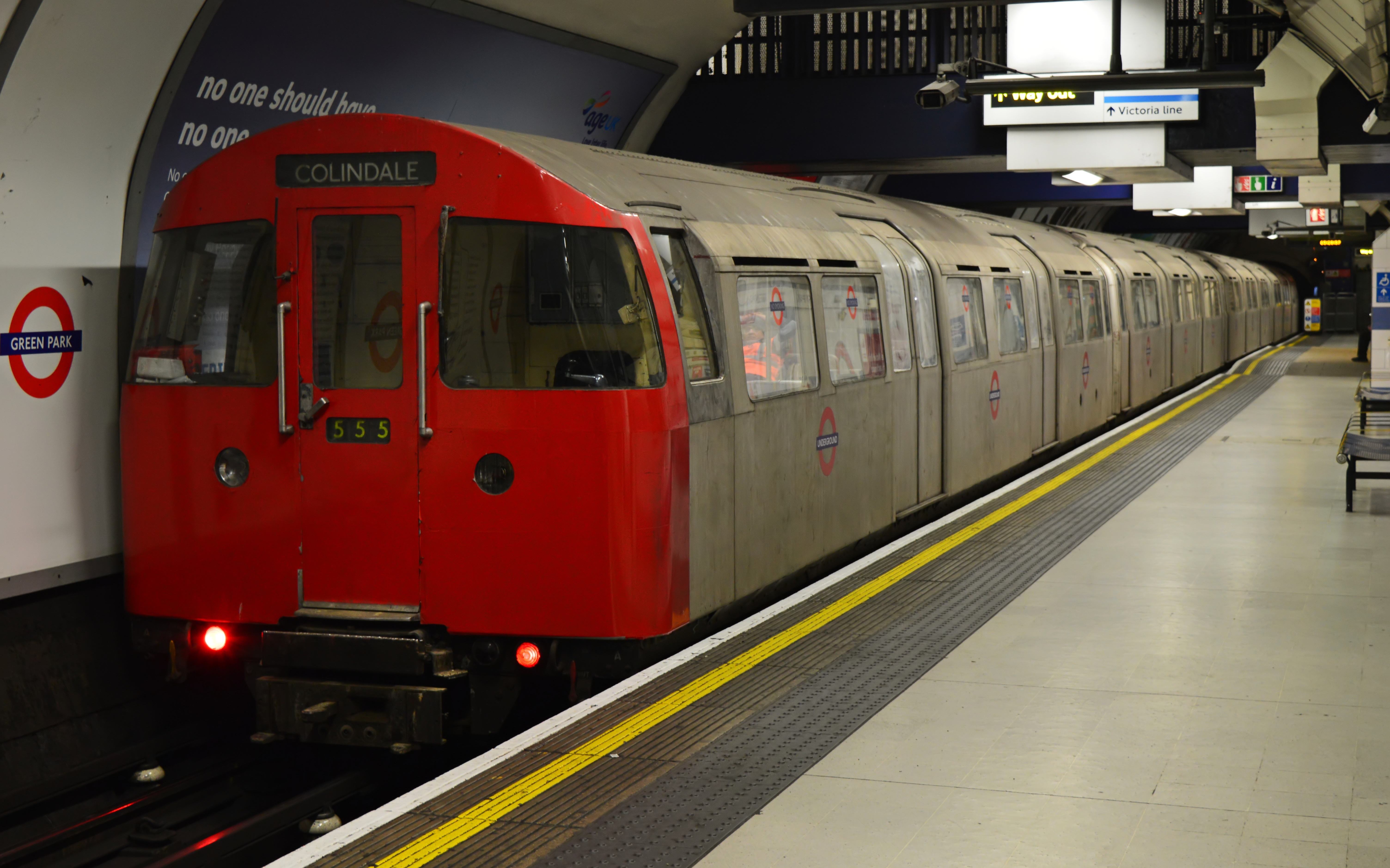
一辆停靠在格林公园站的1972年隧道型。

| 子系列 | 车辆编号            | 备注                                           |
| ------ | ------------------- | ---------------------------------------------- |
| Mark I | 3213-4213 3313-4313 | 改裝成资产检查车（见下）                       |
| Mark I | 3214                | 驾驶室转换成了静止的展品，现在位于汉姆利玩具店 |
| Mark I | 3229-4229 4329-3329 | 保留下来为了电影拍摄和训练时使用。             |
| Mark I | 3530                | 於倫敦運輸博物館靜態展示                       |

### 资产检查列车
中间的两节车厢是67DM，编号为3079、3179。前面两节车厢是72年MK1型车厢。
- 前两节车厢 (72年Mk1型) 3313-4313
- 后两节车厢 (72年Mk1型) 4213-3213

3079和3179这两节车厢已经在伊斯特利完成了改造。除去了车厢窗户改为新的连接电缆。AIT(资产检查车)将会代替现在正在被使用的轨道检查车(1960年DMs型和1973年T型)。

## 引用
1. 1 2 3  Neil, Graham.  (PDF). WhatDoTheyKnow.   [17 April 2016]. （原始内容存档 (PDF)于2016-05-05）.
2. ↑  . Rail Engineer. 2016-07-27  [2017-02-12]. （原始内容存档于2018-08-22）.
3. ↑  皮尔斯·康纳（Piers Connor）.  [伦敦地铁深层隧道线路升级]. Modern Railways (英国). 2013年1月: 第44页—第47页. ISSN 0026-8356 （英国英语）.
4. ↑   (PDF). Board Minutes. Transport for London. 5 February 2014  [3 April 2014]. （原始内容存档 (PDF)于2014-04-07）.
5. ↑  . Railway Gazette (London). 28 February 2014  [3 April 2014]. （原始内容存档于2014-03-10）.
6. ↑  . Railnews (Stevenage). 28 February 2014  [3 April 2014]. （原始内容存档于2014-04-06）.
7. ↑  . BBC News. 28 February 2014  [3 April 2014]. （原始内容存档于2014-04-30）.
8. ↑  . IanVisits.   [11 March 2014]. （原始内容存档于2020-11-29）.
9. ↑  . SQUAREWHEELS.org.uk.   [11 March 2014]. （原始内容存档于2019-11-02）.
10. ↑  . London Transport Museum.   [11 March 2014]. （原始内容存档于2016-03-04）.